# Дория, Матеус
Матеус Дория Маседо (порт.-браз. Matheus Dória Macedo; родился 8 ноября 1994, Нитерое, Бразилия) или просто — Дория (порт.-браз. Dória) — бразильский футболист, защитник мексиканского клуба «Сантос Лагуна».

## Клубная карьера
В самом начале своей карьеры Дория был игроком в мини-футбол. Он был приглашен скаутами «Гремио» на просмотр в клуб из Риу-Гранди-ду-Сул, но полученная травма помешала ему отправится на юг. Игрок заинтересовался возможной карьерой в большом футболе, и через полгода в его жизни появился «Ботафого». Он попал в клуб в возрасте 14 лет, и с тех пор за ним следили, как за бриллиантом.
Приняв участие в Юношеском Кубке Сан-Паулу, Дория попал в основную команду в январе 2012 года из-за травмы левой лодыжки, полученной Бриннером. Тренер Освалдо де Оливейра посетил его первую тренировку с профессионалами и был впечатлен тем, как он себя проявил, заверив, что молодой игрок не вернётся в молодёжную команду.
9 месяцев спустя, в сентябре в игре с «Коритибой», Дория дебютировал в чемпионате Бразилии. Он сыграл очень хорошо и удостоился похвалы со стороны прессы и тренера, завоевав себе место в основном составе.
27 октября 2012 Дория забил свой первый гол в официальных матчах в игре чемпионата Бразилии против «Атлетико Гоияниенсе». В конце первого тайма Андрезиньо навесил со свободного удара точно на голову Дории, который переправил мяч в сетку, сделав счёт 2:0. Встреча завершилась со счётом 4:0 в пользу команды из Рио-де-Жанейро.
1 сентября 2014 года за 8 млн евро перешёл в «Олимпик Марсель».

## Международная карьера
Выдающийся сезон 2012 года все ещё преподносил сюрпризы молодому защитнику, который в декабре вместе с ещё двумя игроками «Ботафого» Бруно Мендесом и Жадсоном был вызван в молодёжную сборную Бразилии для участия в молодёжном чемпионате Южной Америки 2013.